# Ювенко Олександр Васильович
Ювенко Олександр Васильович, (1959 р.н.). Народився в Носівці. Авіамоделіст, майстер спорту СРСР, переможець Кубка України 1989 року. Авіамоделі виготовлені братами Ювенками обирають найсильніші авіамоделісти світу для виступів на найпрестижніших світових змаганнях.